# Mononchoides splendidus
Mononchoides splendidus är en rundmaskart. Mononchoides splendidus ingår i släktet Mononchoides och familjen Diplogasteridae. Inga underarter finns listade i Catalogue of Life.